# Hyacinthe Thiandoum
Hyacinthe Thiandoum (Popenguine-Ndayane, 2 de fevereiro de 1921 – Aix-en-Provence, 18 de maio de 2004) foi o primeiro arcebispo nativo de Dacar, Senegal.

## Biografia
Nascido em 1921 em Poponguine, região de Thiès, no Senegal, seu pai era catequista. Após terminar seus estudos secundários, entrou no regionais seminário de Dacar e foi ordenado um sacerdote em 18 de abril de 1949, fez trabalho paroquial por dois anos e depois foi para Roma para um estudo mais aprofundado na Pontifícia Universidade Gregoriana. Ele retornou ao Senegal em 1953 e, após trabalhar como capelão de grupos de ação católicos, tornou-se pároco da catedral de Dacar em 1960 e vigário geral no ano seguinte.
Em 20 de maio de 1962, Thiandoum foi consagrado como arcebispo de Dacar pelo arcebispo Marcel Lefebvre, seu antecessor na Sé. Foi feito Cardeal-Sacerdote por Paulo VI no Consistório de 24 de maio de 1976, recebendo o título de Santa Maria del Popolo.
Até 1987, ele era presidente da Conferência Episcopal do Senegal, Mauritânia, Cabo Verde e Guiné-Bissau e membro eleito do Conselho do Sínodo dos Bispos do Mundo. Também foi o Presidente do CEPACS (a Comissão Episcopal Pan-Africana para as Comunicações Sociais). Ainda participou do Concílio Vaticano II.
Foi membro do Conselho da Secretaria Geral do Sínodo dos Bispos; Presidente Delegado da 4ª Assembleia Geral do Sínodo dos Bispos (1977); Relator da 7ª Assembleia Geral do Sínodo dos Bispos (1987); e, Relator Geral da Assembleia Especial para a África do Sínodo dos Bispos (1994).0
O cardeal Thiandoum tornou-se emérito de Dacar em 16 de junho de 2000 e morreu em 2004, aos 82 anos.